# 시부야 유코
시부야 유코(渋谷祐子, 1954년 8월 29일~)는 일본의 가수·작곡가이다.
1974년, 구리아키 마사코와 함께 야마하 음악진흥회 산하의 포크 듀오 '도도'(Do-Do)로 데뷔하였고, 이듬해에 사극 《십수무용 규초보리 사건집》의 주제가 '도망국'과 '오늘도 해가 저물고'를 불렀으며, 해체 후 '꽃두건'(花頭巾)의 멤버로 《만화 일본 옛날이야기》의 주제가 '일본 옛날이야기'를 불렀다.
1977년에 팝으로 전향하여 솔로로 데뷔하였고, 3집 《MADE IN JAPAN》을 끝으로 가수 활동을 중단하였다.

## 음반 목록

### 도도
- 《사랑》(1974)
- 《꽃말의 시》(1975)
- 《도망국》(1975)

### 정규 음반
- 1집《POP LADY》(1977)
- 2집《POP LADY Ⅱ》(1979)
- 3집《MADE IN JAPAN》(1980)

### 싱글
- 《레이디 마돈나는 이제 노래하지 않아》(1977)
- 《취하고픈 기분》(1978)
- 《오늘 밤만 연인》(1979)
- 《MADE IN JAPAN》(1980)

## 작곡
| 가수                                | 곡명                                                           | 최초 수록 음반                    | 발표 연도 | 비고                        |
| ----------------------------------- | -------------------------------------------------------------- | --------------------------------- | --------- | --------------------------- |
| 가마야쓰 히로시                     | My Old Gibson                                                  | 《My Old Gibson》                 | 1978      |                             |
| 나카무라 마사토시                   | 동이 트는 '때'(朝明けの「時」)                                 | 《Shy Guy》                       | 1979      |                             |
| 미야우치 준                         | 바람의 메시지(風のメッセージ)                                  | 《바람의 메시지》                 | 1979      |                             |
| 오카 히로야·구메 게이코·노자키 슈고 | 겐짱 자코짱(ケンちゃんチャコちゃん)                            | 《겐짱 자코짱》                   | 1980      |                             |
| 오카 히로야·구메 게이코·노자키 슈고 | 라멘 겐짱(らーめんケンちゃん)                                  | 《겐짱 자코짱》                   | 1980      |                             |
| 요코야마 미유키                     | 아시나요(知っていますか)                                       | 《추지부》(秋止符)                | 1980      |                             |
| 요코야마 미유키                     | 겨울비(冬の雨)                                                 | 《추지부》                        | 1980      |                             |
| 후지 마리코                         | 안개의 오르페(霧のオルフェ)                                    | 《안개의 오르페》                 | 1980      |                             |
| 후지 마리코                         | 한밤중의 볼레로(真夜中のボレロ)                                | 《안개의 오르페》                 | 1980      |                             |
| 후지 마리코                         | 굿바이 마미(グッドバイ・マミー)                                | 《사랑의 포로》(愛のとらわれびと) | 1980      |                             |
| Janet Basco                         | 사랑의 Beginning(恋のビギニング)                               | 《사랑의 Beginning》              | 1981      | 제10회 도쿄음악제 출전곡    |
| 다카다 미즈에                       | TOKYO DREAMING                                                 | 《연인들》(恋人たち)              | 1981      |                             |
| 다카다 미즈에                       | 이국(異国)                                                     | 《연인들》                        | 1981      |                             |
| TRANZAM                             | MEMORY                                                         | 《지구의 친구》(地球の仲間)       | 1981      |                             |
| 구니히로 도미유키                   | 미소가 돌아갈 때(ほほえみが帰る時)                             | 《남자의 로망》(男のロマン)       | 1982      |                             |
| 유키 사오리                         | 괜찮아 괜찮아(いいよ いいよ)                                   | 《스트레이트》(ストレート)        | 1982      |                             |
| 미야나가 나오미(宮永尚美)           | 두근거림(Heart Beat)을 멈춰 줘(ときめき〜Heart Beat〜をとめて) | 《Moment》                        | 1984      | 〈사랑의 Beginning〉 재편곡 |